# Резьба по дереву

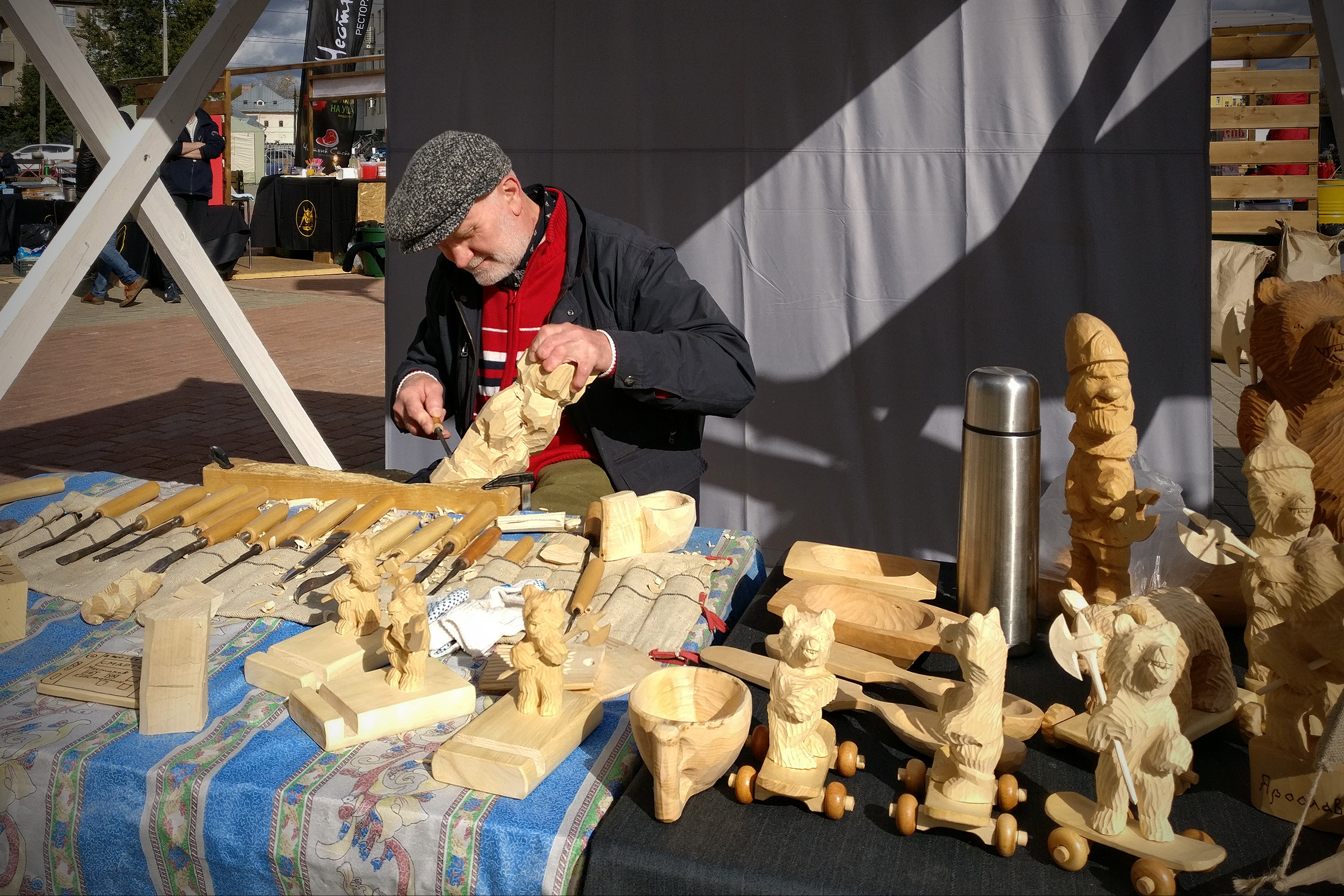
Резчик по дереву, автор сувениров из дерева на традиционной сентябрьской осенней ярмарке в Ярославле

Резьба по дереву — вид декоративно-прикладного искусства (один из видов художественной обработки дерева наряду с выпиливанием, токарным делом, выжиганием), а также искусства в целом, старинный народный промысел.

## Современные виды резьбы

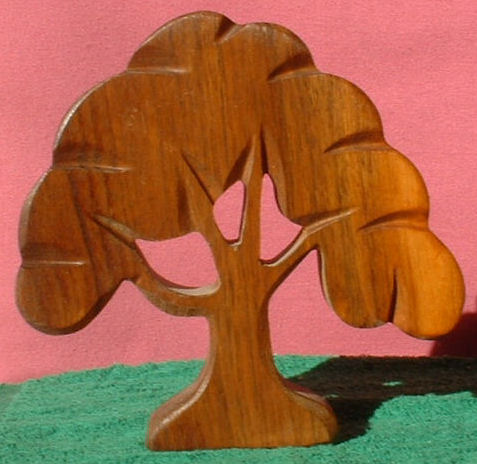
Ореховое дерево

Строгой классификации не имеет, поскольку в одном и том же изделии могут сочетаться разные виды резьбы.
Условно можно выделить типы резьбы:
1. сквозная резьба (сюда относится пропильная и прорезная резьба)
2. глухая резьба (все подвиды рельефной и плосковыемчатой резьбы)
3. скульптурная резьба
4. домовая резьба (является отдельным направлением, поскольку может сочетать в себе все три вышеперечисленных типа)
5. резьба бензопилой (выполнение преимущественно скульптурной резьбы при помощи только бензопилы)

Условная классификация видов резьбы выглядит следующим образом:

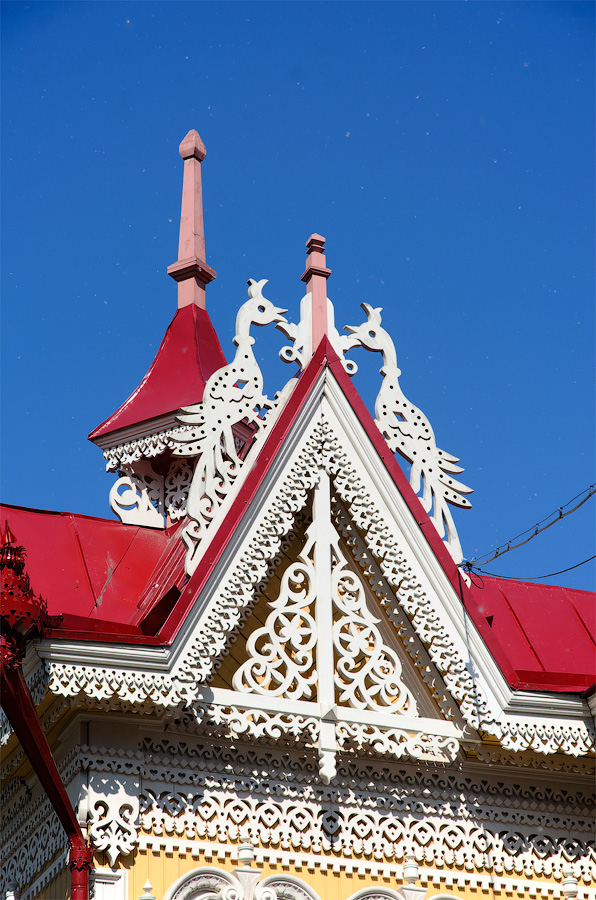
Декоративный элемент жилого дома в Томске

### Сквозная резьба
Сквозная резьба подразделяется на собственно сквозную и накладную, имеет два подвида:
- Прорезная резьба — (сквозные участки прорезаются стамесками и резцами)
- Пропильная резьба (фактически то же самое, но такие участки выпиливаются пилой или лобзиком).

Прорезную или пропильную резьбу с рельефным орнаментом называют ажурной.

### Плосковыемчатая резьба

Скульптурная резьба

Плосковыемчатая резьба характерна тем, что её основой служит плоский фон, а элементы резьбы углубляются в него, то есть нижний уровень резных элементов лежит ниже уровня фона. Выделяют несколько подвидов такой резьбы:
- контурная резьба — самая простая, единственным её элементом является канавка. Такие канавки-желобки и создают рисунок на плоском фоне. В зависимости от выбранной стамески канавка может быть полукруглой или треугольной. Полукруглая прорезается полукруглой стамеской, а треугольная — резцом-уголком, угловой стамеской или ножом в два приёма.
- скобчатая (ногтевидная) резьба — основным элементом является скобка (внешне похожа на след, оставляемый ногтем при надавливании на любой мягкий материал, отсюда и пошло название ногтевидная) — полукруглая насечка на плоском фоне. Делается такая насечка полукруглой стамеской в два приёма: сначала стамеску углубляют в дерево перпендикулярно поверхности, а затем под углом на некотором расстоянии от первого надреза. В результате получается так называемая скобка. Множество таких скобок разных размеров и направлений и создаёт рисунок или его отдельные элементы.
- геометрическая резьба:
  - трёхгранно выемчатая резьба
  - двугранно выемочная резьба
  - четырёхгранно выемочная резьба
- черно лаковая резьба — фоном служит плоская поверхность покрытая чёрным лаком или краской. Как в контурной резьбе, прорезаются канавки на фоне, из которых и строится рисунок. Различная глубина канавок и их разный профиль дают интересную игру светотени и контраста чёрного фона и светлых прорезанных канавок.

### Рельефная резьба
Рельефная резьба характерна тем, что элементы резьбы находятся выше фона или на одном уровне с ним. Как правило, в этой технике выполняются все резные панно. Выделяют несколько подвидов такой резьбы:
- плоскорельефная резьба с подушечным фоном — можно сравнить с контурной резьбой, но все края бороздок заоваливаются, причём порой с разной степенью крутизны (со стороны рисунка более резко, со стороны фона постепенно, отлого). За счёт таких заваленных контуров фон кажется сделанным из подушек, отсюда и пошло название. Фон находится на одном уровне с рисунком. Плоскорельефная резьба с выбранным фоном — та же резьба, но только фон выбирается стамесками на уровень ниже. Контуры рисунка заоваливаются также.
- абрамцево-кудринская резьба (кудринская) — зародилась в усадьбе Абрамцево под Москвой, в деревне Кудрино. Автором считают Василия Ворноскова. Резьба отличается характерным «кудреватым» орнаментом — вьющимися гирляндами лепестков, цветов. Часто используются такие же характерные изображения птиц и животных. Как и плоскорельефная, бывает с подушечным и выбранным фоном.

### Скульптурная резьба

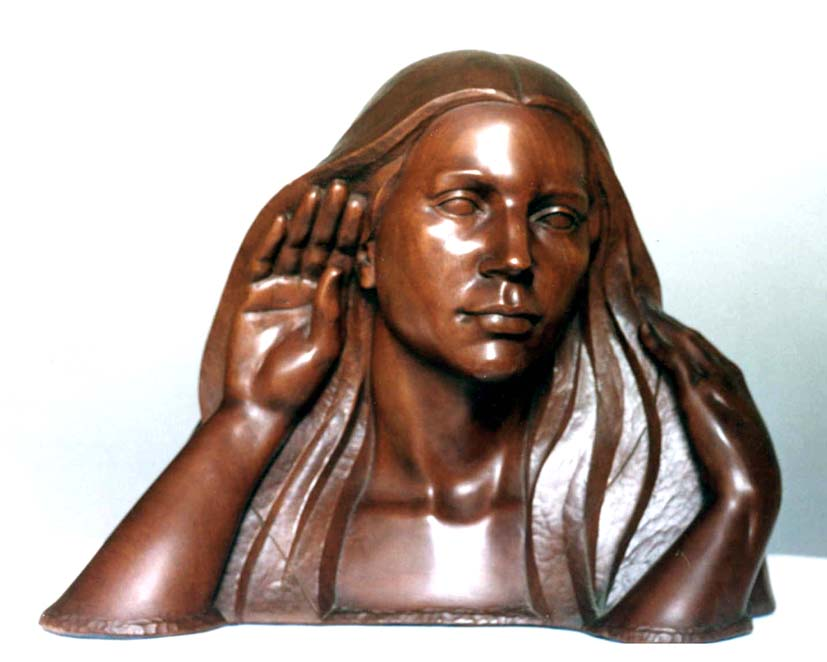
Скульптура из дерева (Хуан Мария Медина Айон)

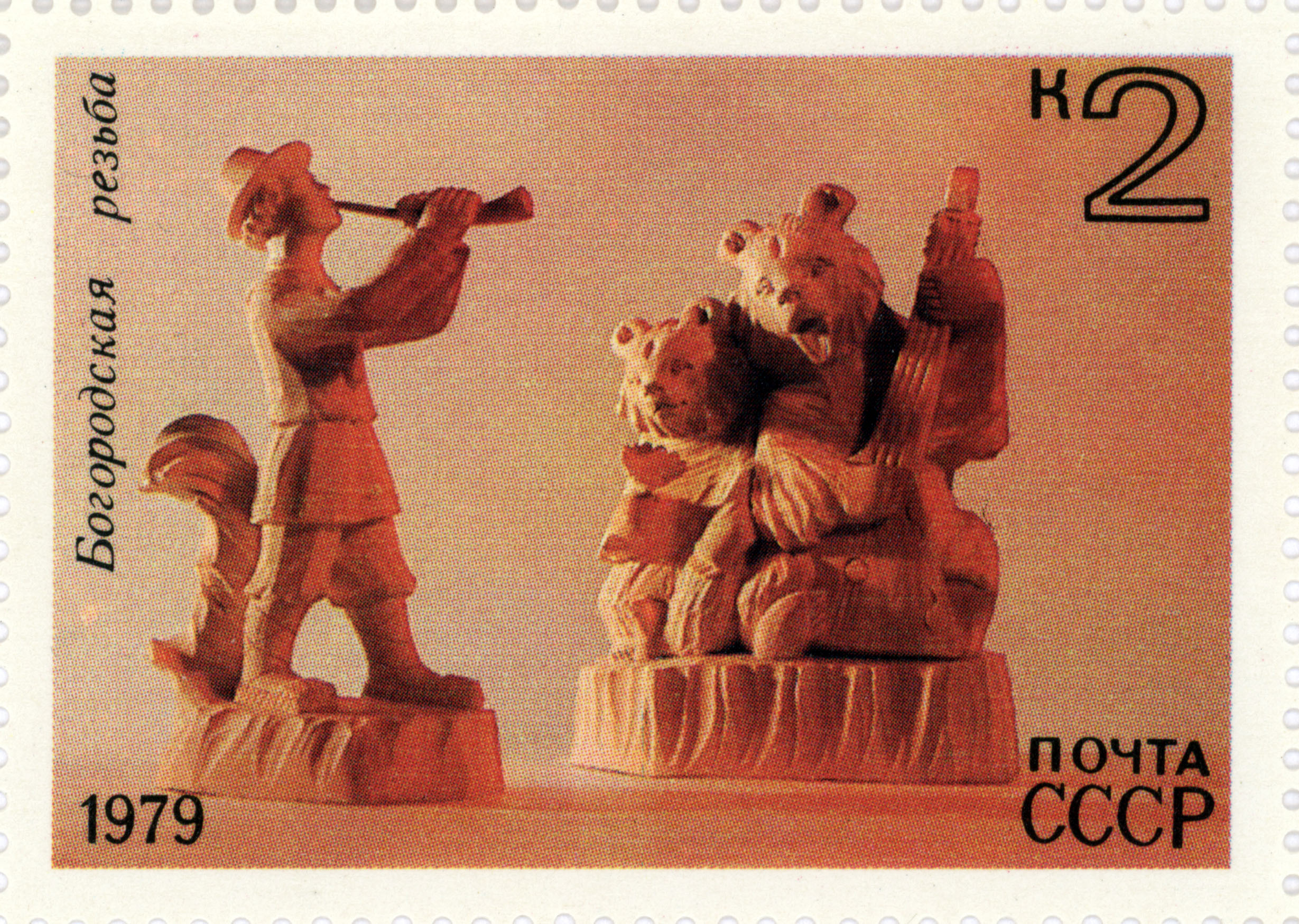
Марка СССР, 1979 г., богородская резьба

Отличительная особенность — наличие скульптуры — изображения отдельных фигур (или групп фигур) людей, животных, птиц или других объектов. Фактически является самым сложным видом резьбы, поскольку требует от резчика объёмного видения фигуры, чувства перспективы, сохранения пропорций. Отдельным подвидом её считается богородская резьба.
Также разновидностью скульптурной резьбы можно считать искусство резьбы бензопилой, приобретающее всё большую популярность как среди резчиков, так и среди ценителей прекрасного. Популярность объяснить просто. Резьба бензопилой — прежде всего действо, спектакль, шоу. Всё чаще стали проводиться фестивали, соревнования, показательные выступления мастеров резьбы бензопилой на массовых мероприятиях, презентациях, выставках. В отличие от других жанров резьбы по дереву, зритель не только видит конечный результат кропотливой и долгой работы мастера, но и визуально участвует в процессе создания скульптуры.
В последнее время также все большую популярность получает создание скульптур на различных копировально-фрезерных станках, наиболее доступным из которых является Дупликарвер.

## Резное дело в России

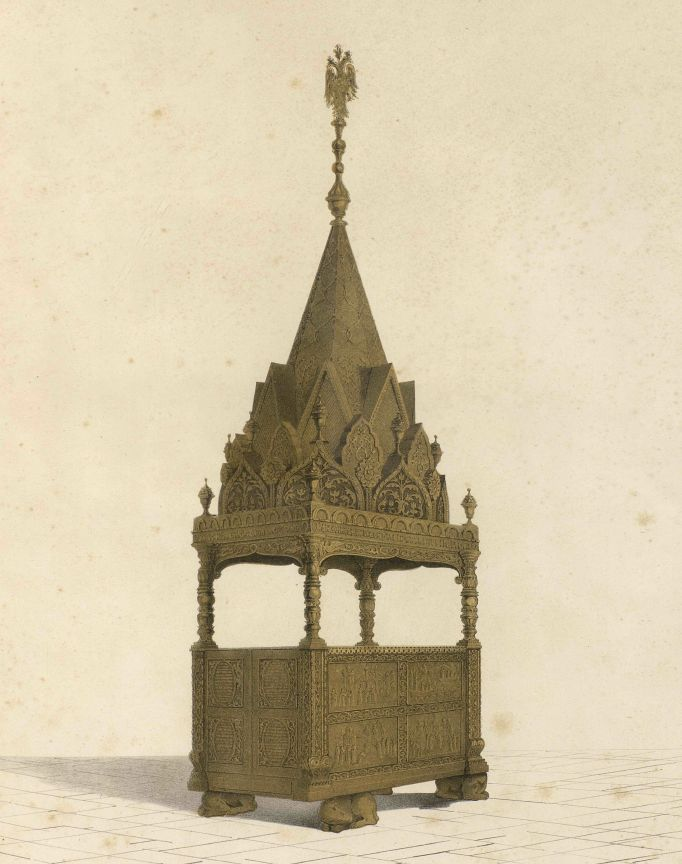
Царское место в Успенском соборе

В России резьба по дереву называлась резным делом. Рисунок — ознамёнка, употреблялись также слова: вызорочье, узорочье. Резьба по плоской поверхности в виде косиц и прямей, зубчиков, городцев и киотцев, желобков, звёздок, маковиц, грибков, кляпышей и т. д. Образец этой древней резьбы — царское место в Успенском соборе.
В конце XV века инок Троице-Сергиевской лавры Амвросий соединил в своих работах восточный, западный и традиционный русский орнамент и оказал огромное влияние на развитие резного дела XV—XVI века.
Древние изображения травяных узоров — в византийском стиле. Не ранее XVI века появляется фрящина (фряжские травы) — травяные украшения, заимствованные в Италии.

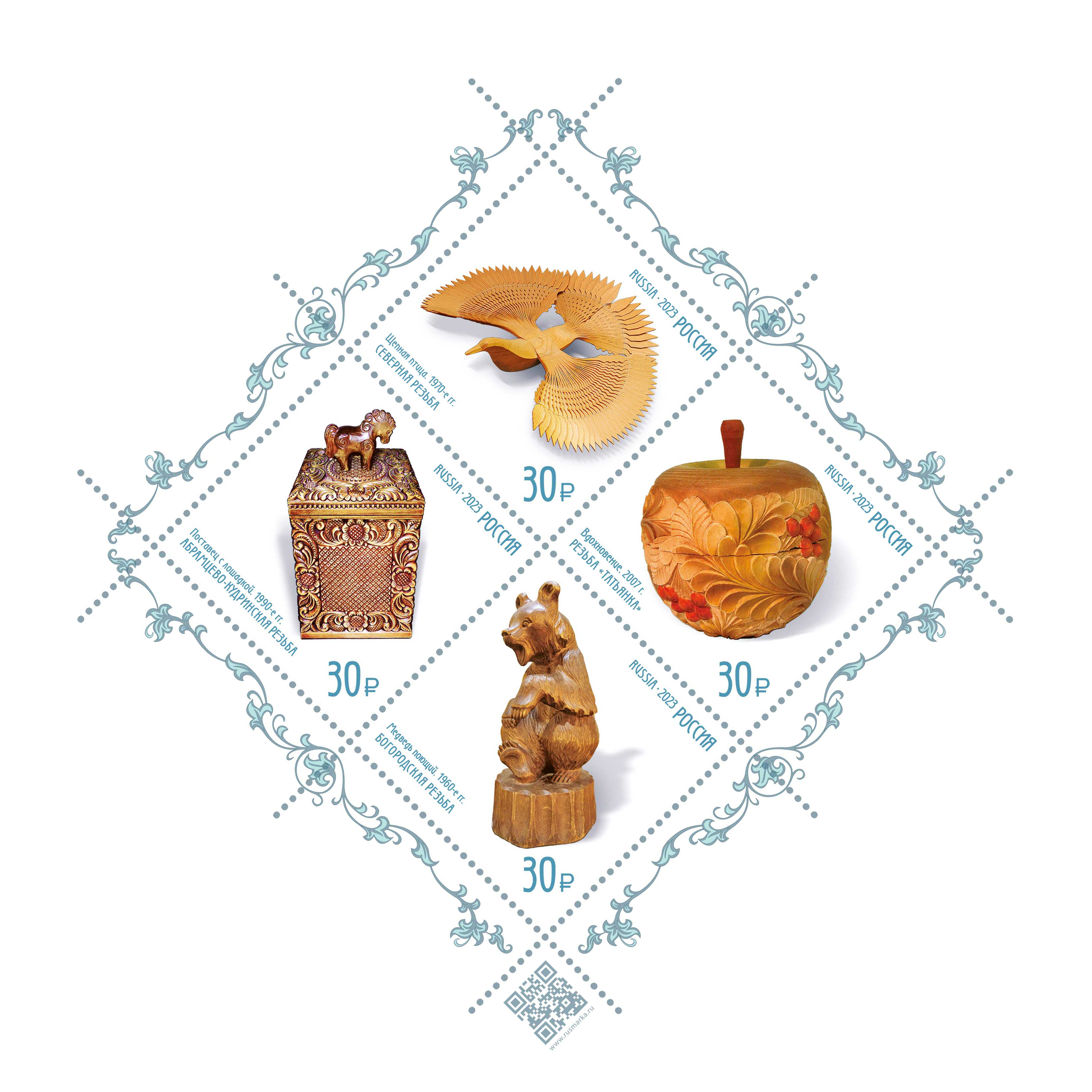
Квартблок 2023 год. Серия «Декоративно-прикладное искусство России». Резьба по дереву

Во второй половине XVII века в России появилась немецкая резьба, фигурная, с готическими мотивами. В 1660 году этой резьбой была украшена царская столовая, построенная по проекту немецкого архитектора Декенпина. Появились новые инструменты и немецкие названия и термины: гзымьзумбь, шерхебель, шархебень, нашлихтебль и т. д. В резьбе и мебели появились карнисы, гзымзы, шпленгери, кракштыны (кронштейн), фрамуги, каптели, цыротные травы, фруфты и т. д. Мастера начали изготовлять резьбу по немецким мастерским лицевым книгам — то есть по образцам и рисункам.
Рези расписывались яркими красками, иногда покрывались сусальным золотом.
Ряд скульптурных изображений, выполненных в Российской империи в XVI—XVIII веке, получил широкую известность у населения. Подобные фигуры даже почитались верующими как чудотворные. Среди таких изображений:
- «Нил Столобенский» — вырезанная из дерева и раскрашенная скульптура одноименного святого, почитается Русской православной церковью как чудотворная. Предположительно, она создана в 1770-е — 1780-е годы для Покровского храма церкви Иоанна Предтечи Нило-Столобенской пустыни[4].
- «Параскева Пятница» из села Ильеши в Ленинградской области — вырезанная из дерева икона одноимённой святой, представляющая собой объёмное изображение. По местному преданию, она датируется примерно 1850 годом, но более вероятно, что она была создана в XVI—XVII веках[5].

В отдельных регионах Российской империи существовала традиция скульптурного изображения «Христа в темнице» (или «Христа Страждущего»). Часто такую статую в церкви помещали в специально изготовленное помещение или глубокую тёмную нишу в стене. Перед ней зажигали лампаду. Одежду на статуе меняли. Обычно она была облачена в парчовое жёлто-золотистое облачение, но в дни Страстной недели её покрывали траурным чёрным бархатом, а на Пасху одевали в одежды из блестящей серебристой парчи.